# Porto Alegre do Tocantins
Porto Alegre do Tocantins är en kommun i Brasilien.   Den ligger i delstaten Tocantins, i den centrala delen av landet, 500 km norr om huvudstaden Brasília. Antalet invånare är 2 795.
Omgivningarna runt Porto Alegre do Tocantins är huvudsakligen savann. Runt Porto Alegre do Tocantins är det mycket glesbefolkat, med 5 invånare per kvadratkilometer.